# Lupocycloporus
Lupocycloporus is een geslacht van kreeftachtigen uit de klasse van de Malacostraca (hogere kreeftachtigen).

## Soort
- Lupocycloporus aburatsubo (Balss, 1922)
- Lupocycloporus gracilimanus (Stimpson, 1858)
- Lupocycloporus innominatus (Rathbun, 1909)
- Lupocycloporus laevis (A. Milne-Edwards, 1861)
- Lupocycloporus minutus (Shen, 1937)
- Lupocycloporus sinuosodactylus (Stephenson, 1967)
- Lupocycloporus wilsoni (Moosa, 1981)